# Seznam francoskih pevcev resne glasbe
Seznam francoskih pevcev resne glasbe.

## A
- Agustarello Affré
- Roberto Alagna
- Henri Albers

## B
- Gabriel Bacquier
- Hippolyte Belhomme
- Jean-Christophe Benoît
- Jane Berbié
- André Burdino

## C
- Emma Calvé
- Victor Capoul
- Marthe Chenal
- Edmond Clément

## D
- Charles Dalmorès
- Marie Delna
- Natalie Dessay
- Gilbert Duprez

## E
- Léon Escalaïs

## F
- Marie Fel
- Lucien Fugère

## G
- Yvonne Gall
- Delphine Galou
- Charles Gilibert
- Nora Gubisch

## H
- Fanny Heldy

## J
- Philippe Jaroussky
- Marcel Journet

## L
- Esther Lamandier
- Jean Lassalle
- Félia Litvinne

## M
- Matteo Manuguerra
- Vanni Marcoux
- Victor Maurel
- Marguerite Mérentié

## N
- Adolphe Nourrit

## P
- Adelina Patti
- Patricia Petibon
- Pol Plançon
- Lily Pons

## R
- Maurice Renaud
- Gaële Le Roi
- Françoise Rosay

## S
- Léopold Simoneau
- Gérard Souzay

## T
- Marie Thiery
- Georges Thill

## V
- Albert Vaguet
- Aline Vallendri
- Ninon Vallin
- Pauline Viardot
- Miguel Villabella